# Vulturești (Olt)
Vulturești es una comuna ubicada en el distrito de Olt, Rumania.

## Superficie
Posee una superficie de 45,11 kilómetros cuadrados.

## Demografía
Hasta 2021 la población era de 2123 habitantes, con una densidad de población de 47,06 habitantes por kilómetro cuadrado.